# Ротино
Ротино (мкд. Ротино) је насеље у Северној Македонији, у јужном делу државе. Ротино припада општини Битољ.

## Географија
Насеље Ротино је смештено у јужном делу Северне Македоније. Од најближег већег града, Битоља, насеље је удаљено 14 km западно.
Ротино се налази у области Ђаваткол, планинске области између Пелагоније и басена Преспанског језера. Насеље је смештено високо, на северним падинама планине Баба. Близу села су границе националног парка „Пелистер“. Кроз село притиче поток, који испод гради реку Шемницу. Надморска висина насеља је приближно 1.030 метара.
Клима у насељу је планинска због знатне надморске висине.

## Становништво
Ротино је према последњем попису из 2021. године имало 93 становника.
| Национални састав према попису из 2021.‍ | Национални састав према попису из 2021.‍ | Национални састав према попису из 2021.‍ | Национални састав према попису из 2021.‍ | Национални састав према попису из 2021.‍ |
| --------------------------------------- | --------------------------------------- | --------------------------------------- | --------------------------------------- | --------------------------------------- |
|                                         |                                         |                                         |                                         |                                         |
| Македонци                               | Македонци                               |                                         | 91                                      | 97,8%                                   |

Већинска вероисповест је православље.